# カズ&アイ
カズ&アイ（カズあんどアイ）は、かつてよしもとクリエイティブ・エージェンシーに所属していた元お笑いコンビ。東京NSC6期生。
あなたの街に住みますプロジェクトの住みます芸人静岡県担当として、県東部を中心に活動していたが、2015年にメンバーが逮捕されて、解散した。

## メンバー
- カズ（瀬尾 和寿）（1981年6月27日 - ）[5][1]

栃木県大田原市（那須郡黒羽町）出身。O型。身長173cm、体重85kg。子役出身で、その頃には『ダンジョンV』（テレビ東京）などに出演。
NSC時代は浜田もり平（現はまこ・テラこ、元楽珍トリオ）とコンビを組んでいた。
2015年3月26日、静岡駅のエスカレーターで女子高生のスカート内を盗撮した現行犯で、静岡県警察に逮捕。その後、4月3日に静岡簡易裁判所から罰金30万円の略式命令を受けて釈放された。瀬尾本人より吉本興業へ引退の申し入れがあり、4月3日付でマネジメント契約が解消されたためコンビ解散となった。
- アイ（上村 愛）（1975年9月2日 - ）[5][1]

新潟県南魚沼市（南魚沼郡大和町）出身。A型。身長154cm、体重100kg。筋肉バトル「女尻相撲大会団体戦」で優勝したことがある。特技は似顔絵。コンビ解散後はピン芸人となり、引き続き静岡県を中心とした活動をしている。

## 略歴
- 東京NSC6期生（2000年5月入学）出身[5]。
- 2001年5月、「吉本興業プロデュースお笑いアシカショー」のオーディションに合格し、同年7月より伊豆・三津シーパラダイスでデビュー。同ショーのタレントによるユニット「アシカ軍団」（カズ&アイを含む5名）として2004年5月まで活動[5]。
- 2004年6月にコンビ結成[5]。
- 2011年1月、静岡よしもと開設に伴い、東京よしもとよりから静岡よしもとへ移籍[5]。
- 2011年10月、沼津ぐるめ街道の「沼津ぐるめ大使」に任命[5]。
- 2012年2月、「静岡おまちバル大使」に任命[5]。
- 2012年4月、「三島バル大使」「吉原バル大使」「ぬまづ港ＢＡＲ大使」に任命[5]。
- 2012年6月、「静岡おでん大使」「志太バル大使」「伊豆ところてん大使」に任命[5]。
- 2012年8月、「中東遠バル大使」「富士宮バル大使」「伊豆の国市長岡温泉よりとも政子バル大使」「沼津バル大使」に任命[5]。
- 2014年7月、沼津ラクーンよしもと劇場にてレギュラーで出演開始[5]。
- 2014年11月、「伊豆半島PR大使」に任命[5]。
- 2015年4月、カズのタレント引退を受けてコンビ解散。

## ライブ
プロフィールより。
- カズ&アイ単独ライブ
  1. 2004年10月「チョ→ウケるんですけど。」
  2. 2004年11月「マジ×ヤバいんですけど。」
  3. 2005年02月「お茶の間」
  4. 2005年07月「学校」
  5. 2006年09月「Vol.5」
- カズ&アイプロデュース「ジョイントライブ」
  1. 2007年04月
  2. 2007年05月
  3. 2007年06月
  4. 2007年07月
  5. 2007年08月
  6. 2007年09月
- 三島発お笑いライブ「笑劇ｌ」
  1. 2008年05月
  2. 2008年09月
- カズ＆アイライブ「静岡チャチャチャ」
  1. 2009年10月
  2. 2009年12月
  3. 2010年02月
  4. 2010年05月
  5. 2010年09月
  6. 2010年12月
- 2012年06月 「静岡よしもと元気ライブ①」「静岡よしもと元気ライブ②」
- 2012年11月 「静岡よしもとライブ」開始

## 出演番組

### テレビ
- カズ&アイの部活探訪（ビック東海ケーブルテレビ、冠番組）[5]。
- あらびき団（TBSテレビ）[5]。
- いい伊豆みつけた（伊豆急ケーブルネットワーク）
- 情報ワイド てっぺん静岡（テレビ静岡、火、木曜日出演の準レギュラー）[5]。

### ラジオ
- 愛Love探偵局スーパーDX（FMボイスキュー）
- ブルドッグ（FMボイスキュー）
- まちおこし（FMボイスキュー）
- カズ&アイのお茶らけラジオ（FMボイスキュー、レギュラー）[5]。
- カズ&アイのごっつぁんラジオ（FMボイスキュー、レギュラー）[5]。
- カズ&アイの静岡チャチャチャラジオ（FMボイスキュー、レギュラー）
- カズ&アイの週刊☆静岡よしもと（SBSラジオ、レギュラー）[5]。